# شهرستان کالیش
شهرستان کالیش (به لهستانی: Powiat Kalisz) یک شهرستان در لهستان است که در استان لهستان بزرگ‌تر واقع شده‌است. شهرستان کالیش ۱٬۱۶۰٫۰۲ کیلومتر مربع مساحت و ۸۰٬۳۶۹ نفر جمعیت دارد.